# Epson HX-20
L'Epson HX- 20 (també conegut com a HC-20) és generalment considerat com el primer ordinador portàtil; anunciat el novembre de 1981, encara que no es va començar a vendre àmpliament fins al 1983. Aclamat per la revista BusinessWeek com la "quarta revolució en computació personal", és generalment considerat el primer ordinador tipus notebook portàtil i és per aquesta raó que és molt valorat entre col·leccionistes.
Amb les dimensions aproximades d'un full A4, l'Epson HX-20 compta amb un teclat, bateria de níquel cadmi recarregable, una pantalla LCD de 120×32 píxels integrada (més petita que la de qualsevol aparell de telefonia mòbil actual) i que permetia 4 línies de 20 caràcters, dos microprocessadors Hitachi 6301 (configurat com a Màster-Slave) de 0,614 MHz, un impressora matricial de la mida d'una calculadora de butxaca, el llenguatge de programació EPSON BASIC, memòria RAM de 16 Kb expandible a 32 Kb i un dispositiu d'emmagatzematge de dades en micro-casset integrat. Utilitza un sistema operatiu propietari, que consisteix en l'intèrpret d'Epson Basic i un programa de monitoratge del sistema, i pesa aproximadament 1.6 kg. Els colors més coneguts de la màquina són platejat i crema, encara que alguns prototips eren gris fosc. La HX-20 venia acompanyada d'un maletí gris. Un acoblador acústic extern, el CX-20, estava disponible per a la HX-20, igual que un dispositiu d'emmagatzematge de dades per disquet extern, el TF-20, i un "Artefacte augmentador de comunicació" sintetitzador de veu extern (ACD, per les sigles en anglès), anomenat "RealVoice". La vida de la bateria de la HX-20 era aproximadament de 50 hores. I un cost de 800 dòlars.
La posterior i més popular línia del TRS-80 Model 100, dissenyada per Kyocera, li devia gran part del seu disseny a la HX-20.

## Models Epson similars
- HC-80
- HC-88
- HX-40
- HX-45
- KX-1
- PX-16
- PX-4
- PX-8 (Geneva)
- QX-10, QX-16
- EHT-30, EHT-40

## Problemes
Una queixa comuna trobada en la majoria de les computadores HX-20 actualment és la falla de la bateria recarregable interna Ni- Cd. Pot ser fàcilment reemplaçada per una bateria de Ni-Mh (o equivalent). No es considera que aquest canvi redueixi el valor de col·leccionista de l'ordinador, ja que el fer-ho no provoca cap dany intern.
Un fàcil arranjament consisteix a reemplaçar amb quatre piles elèctriques mida AA, però no és recomanable.